# Лулуби
Лулуби или Лулубејци назив је за народ који је крајем 3. миленијума п. н. е. насељавао обронке планине Загрос. 

## Историја
Лулуби се спомињу у сумерским и акадским клинописима. О њиховом пореклу нема података те су и њихове везе са Гутима нејасне. Краткотрајна држава Лулуба припојена је Акадском краљевству у време владара Нарам-Сина. 